# Endlicheria multiflora
Endlicheria multiflora là loài thực vật có hoa trong họ Nguyệt quế. Loài này được (Miq.) Mez miêu tả khoa học đầu tiên năm 1889.